# 미국의 역사 (1980년~1991년)
1980년부터 1991년까지 미국의 역사에는 지미 카터 행정부의 마지막 1년과 로널드 레이건 행정부 8년간, 조지 H. W. 부시 행정부의 전기 2년이 포함된다. 카터는 이란의 미국 대사관 인질 사건에 오점을 남겼고, 국내에서도 반대 세력을 만났다. 재선거를 요구한 1980년 미국 대통령 선거에서 공화당의 로널드 레이건에게 패배했다. 레이건은 1기의 1981년과 1982년의 불황을 거쳐 미국 경제를 자극하는 것을 목표로 한 적극적 재정 정책을 선택했다. 그 중에는 석유 공급 과잉으로 이어지는 석유 규제 완화가 있었다. 소련의 지도자 미하일 고르바초프와 4도 정상 회담을 갖고, 중거리 핵전력 폐기 조약을 체결하였다. 이러한 행동에 의해 냉전의 종식을 가속시켰고, 부시 행정부 초기에 냉전이 끝나고 베를린 장벽은 제거되었다. 1987년에 미국 역사에서 두 번째로 큰 주식 붕괴가 일어났다. 이것이 1990년대 초 불황의 전조가 되었다. 이 기간 최대의 스캔들은 ‘이란-콘트라 사건’이었다. CIA가 이란에 무기를 판매하여 그 이익을 니카라과의 반공 민병대 ‘콘트라 반군’을 지원하는데 유용하고 있었다.

## 변화하는 인구 통계 및 썬 벨트의 성장
1970년대의 인구와 관련된 현상으로 가장 널리 논의되었던 것은 미국 남서부와 남동부, 특히 플로리다와 캘리포니아주를 포함한 썬 벨트(Sun Belt)의 성장이었다. 캘리포니아는 1964년에 뉴욕주를 제치고 미국에서 가장 인구가 많은 주가 되어 있었다. 1980년까지 썬 벨트의 인구는 산업화가 진행된 북동부와 중서부를 상회하게 되었다. 북동부와 중서부는 인구 감소가 시작되고 있었다. 썬 벨트의 부상은 1950년대 이후 계속된 교외 성장의 연장선상에 있었고, 자동차의 인기가 높아지면서 기동성이 향상된 것이 큰 원인이었다. 또한 서비스 산업이 기세를 더하면서 제조업이 쇠퇴하는 가운데 북동부와 중서부 공업 주에서 새로운 ‘프론티어’의 인구 이동을 연출하게 되었다.
썬 벨트의 부상은 국내의 정치 지형을 바꿔 놓았고, 보수파가 세력을 강화했다. 이 성장하는 지역에서의 호조는 이른바 ‘러스트 벨트’(Rust Belt)와 첨예한 갈등을 불러왔다. 러스트 벨트는 대단히 정체되어 있고, 쇠퇴하고 있는 산업 기반에 의존하고 있으며, 수많은 저소득층 소수민족 집단이 살고 있었다. 북동부와 중서부는 사회 프로그램이 진행 중이며, 넓게 개방되어 불규칙하게 넓어지는 남부와 서부 지역보다는 규제를 한 성장에 더 관심이 있었다. 이 지역의 선거 동향이 차이를 반영하고 있었다. 북동부와 중서부는 연방 선거, 주와 지방 선거에서 민주당에 투표하는 경향이 강했고, 남부와 서부는 공화당의 강력한 기반이 되어 갔다.
제조 회사가 도심부와 시내 중심에서, 세금이 낮고 규제가 적은 교외로 공장과 본사를 옮길수록 떠나버린 기업으로부터 받을 수 있는 세수를 지자체가 상실하기 때문에 경제 기반이 축소되는 것은 당연한 일이었다. 나라의 주요 대도시 지역의 실업률이 증가하는 가운데, 공공사업에 대한 수요가 확대되는 한편 세금 기반이 축소되었다. 뉴욕 시는 1975년 파산 직전까지 갔다.
나라의 주요 대도시 지역의 재정 문제는 제2차 세계 대전 종전 이후 국내 인구 이동의 넓은 문맥 속에서 일어나고 있었다. 대도시는 줄어드는 세수 기반에 대한 대처를 해야만 했다. 한편 보수파는 자유주의적 사회 정책을 실패라고 간주하고, 이에 대한 갈등을 강화하여 이를 테마로 1980년 대선과 1994년 중간 선거를 진행했으며, 40년간 계속된 민주당의 미국 하원의 지배를 공화당이 빼앗았다.
1960년대의 자유주의 지도자들은 위대한 사회나 인권의 시대를 상징하고 있었지만, 보수파 민주당원인 뉴욕 시장 에드 카치와 같은 1970년대의 보수파 도시 정치가에게 길을 양보할 수 밖에 없었다.

## 레이건 혁명

### 데탕트 거부
1970년대는 미국의 자신감이 흔들렸던 시대였다. 베트남 전쟁과 워터게이트 사건은 대통령의 신뢰감에 손상을 입혔다. 1975년 남베트남이 함락되었고, 1979년 이란 미국 대사관 인질 사건은 장기화되었으며, 소련의 아프가니스탄 침공, 국제 테러의 증가와 군비 경쟁의 확대라는 국제적인 암울한 상황에 이어 국제 문제를 해결하는 국가의 능력에 의문을 품기도 했다. 국내에서는 에너지 위기, 높은 실업률, 급속한 인플레이션과 금리 상승으로 경제 계획이 어려움을 겪었고, 미국의 미래 번영에 대한 기본적인 의문을 제기하게 되었다.
1979년에 ‘자신감의 위기 연설’(crisis of confidence speech)에서 카터가 했던 용어인 미국의 ‘맬레이즈’(malaise , 무력감을 일으키는 것)는 1970년대 말과 1980년대 초에는 자신감을 잃어가는 것처럼 보였기 때문에 발견되지 않았던 말이었다.
레오니트 브레즈네프의 주도 하에 소련 경제는 뒤쳐져 있었지만, 풍부한 석유 수출로 인해 활성화되어 있었다. 도시 노동자의 임금을 두 배로하고, 농촌 지역 노동자의 임금도 약 75% 인상했으며, 수백 만호 가족용 아파트를 건설하고, 대량의 소비재와 가정용 가전 제품을 생산함으로써 생활수준을 개선했다. 소련의 공업 생산액은 75% 상승했고, 석유와 철강은 세계 최대의 생산국이 되었다. 이것에도 불구하고 소비에트와의 데탕트는 사회주의의 붕괴를 가져와 제3세계가 득세를 하게 했다. 가장 극적인 것은 북베트남이 침공하여 남베트남을 점령했을 때, 1975년에 베트남에서의 승리였다. 미군은 단지 미군의 지지자들을 구출했을 뿐이었다. 거의 1백만에 가까운 피난민들이 도피를 했고, 살아남들 대부분의 이들은 미국으로 건너왔다. 모스크바나 베이징의 후원을 받는 다른 사회주주 운동들이 빠르게 아프리카, 동남아, 라틴 아메리카로 확산되고 있었다. 소련은 군대를 아프가니스탄에 파견하여 브레즈네프 독트린을 실행하는 것처럼 보였다. 이 조치는 서방과 무슬림 국가들에게 비난을 받은 행위였다. 1979년의 아프가니스탄 침공은 NATO에 대항하는 동쪽의 바르샤바 조약기구가 시작된 이래 그 범위 밖으로 군대를 파견한 최초의 기회가 되었다.
미국의 쇠퇴라는 이러한 인식에 반응해서 국제적으로, 국내적으로 많은 학계, 언론계, 정치계, 정책입안자들에게 ‘신보수주의’ 또는 네오보수주의라는 딱지가 붙었다. 그들 중 다수는 여전히 민주당원이었지만, (특히 1972년 조지 맥거번의 지명 이후) 1970년대 국방 문제에서의 민주당의 좌향좌에 반기를 든 사람들이었으며, 국가의 약화된 지정학적 자세에 대해 자유주의 민주당원들을 비난했다. 많은 사람들이 민주당 상원의원 헨리 스쿱 잭슨의 주변에 결집했지만, 그들은 이후에 반소비에트 공산주의 확장에 대항하겠다는 공화당의 로널드 레이건과 노선을 같이 했다. 일반적으로 말하자면 그들은 반공주의자 민주당원이었으며, 위대한 사회의 복지 프로그램을 반대했다. 그러나 그들의 주요 목표는 공산주의 봉쇄를 했던 옛 정책과 소련과의 데탕트였다. 그들은 되돌리기를 원했으며, 목표없는 협상과 외교, 무기 통제보다는 사회주의자들의 위협을 평화롭게 끝내고자 하였다.
노먼 포도레츠가 주도한 신보수주의적 국가주의는 냉전에서의 외교 정책 정설을 네빌 체임벌린이 1938년 뮌헨에서 했던 ‘유화정책’이라고 공격했다. 그들은 미국에 상대적으로 약한 적을 상대로 양보를 ‘악’의 ‘유화’로 간주하고, ‘데탕트’를 공격하여 소련을 최혜국 대우하는 것을 반대하며, 제3세계에서 미국의 일방적인 개입을 하여 국제 사정에 대한 미국의 영향력을 높이는 수단으로 지지했다. 레이건이 당선 이전에 신보수적 국가주의는 영향력을 가지고 베트남의 패배와 그 결과로 일어난 동남아시아의 큰 희생으로 인한 반전 감정을 막으려고 했다.
1970년대, 정치학자로 이후 레이건 행정부에서 유엔 미국 대사를 지낸 진 커크패트릭이 민주당에 대한 비판을 높여갔다. 커크 패트릭은 이전의 자유주의적 민주당 학자에서 신보수주의적 국가주의로 사상을 전향했다. 그녀는 권위주의적 독재주의자와 분명한 선을 그었다. 그리고 그녀는 그들을 민주주의를 받아들이는 수 있는 것으로 믿었으며, 미국의 동맹자가 아닌 권위주의적 독재주의자는 양보하지 않고, 변화할 수 있는 존재로 믿었다.

### 레이건과 1980년 선거

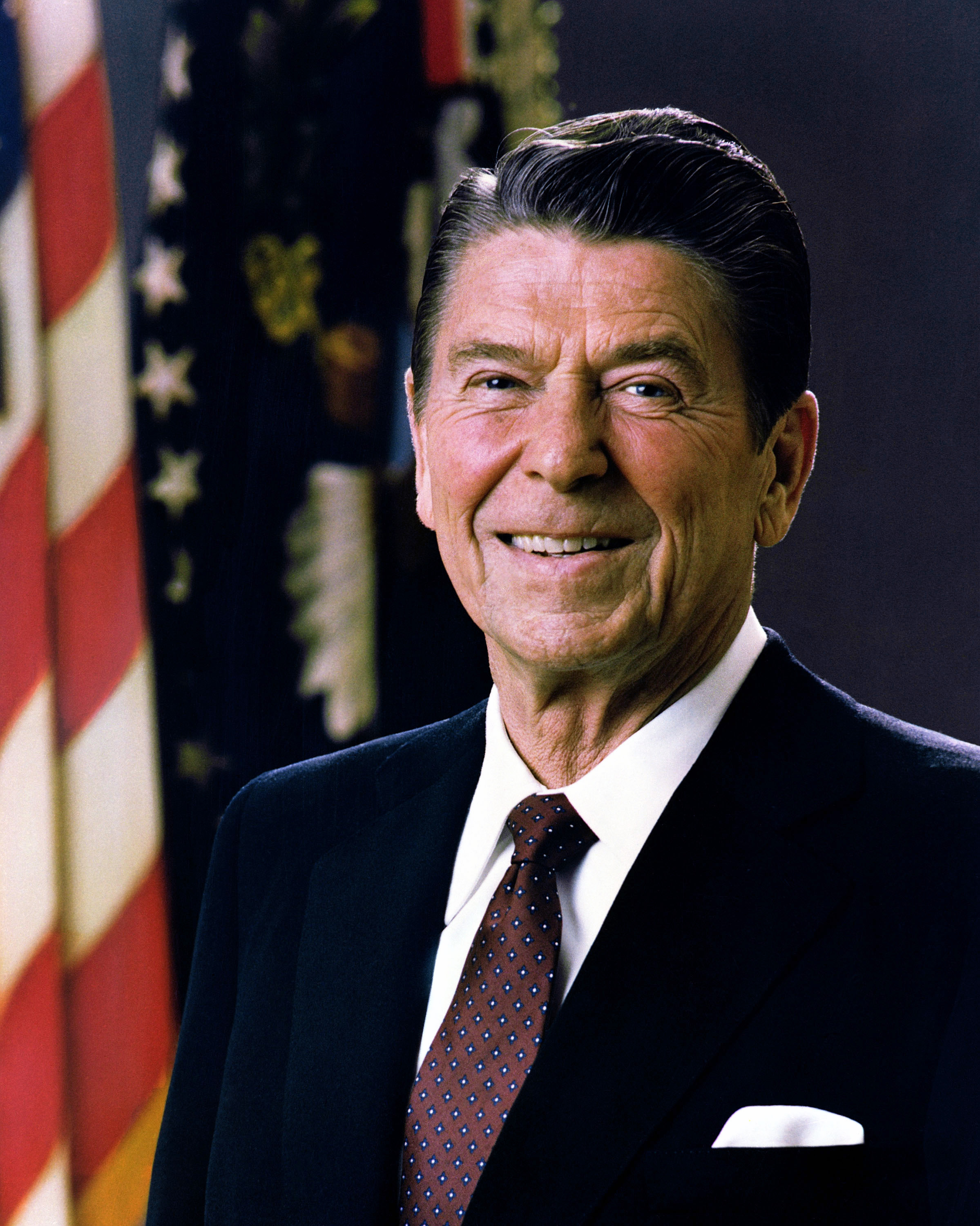
로널드 레이건

보수적인 정서에 점점 더 호소하는 것 외에도, 1980년 미국 대통령 선거에서 진보주의의 아이콘이었던 매사추세츠주 상원의원 에드워드 케네디를 경선에서 물리치자 지미 카터 대통령의 재선 전망은 더욱 밝아졌다. 경제적 스태그플레이션의 배경에 대항해서, 그리고 해외에서 소련과의 경쟁 약화를 인식하고서, 로널드 레이건 전 캘리포니아 주지사는 1980년 대부분의 경선에서 승리를 거두었다. 일종의 공동 대통령이 되기로 한 제럴드 포드 대통령과 전례없었던 합의에 실패한 후, 그는 그의 주요한 라이벌인 조지 H. W. 부시를 부통령 후보로 지명했다. 선거 운동 기간 중, 레이건은 진 커크패트릭을 그의 외교정책 고문으로 발탁해 카터의 허약한 외교 정책을 밝히는데 의존했다.
레이건은 베트남 전쟁 후 미국 외교 정책이 표류하는 것을 끝내고, 국가의 군사력을 회복시킬 것을 약속했다. 또한 ‘큰 정부’를 지양하고, 공급 측면의 경제로 경제의 건전성을 회복할 것을 약속했다. 이 정책은 부통령 후보 부시가 ‘부두 (마술적) 경제’라고 비난했었던 것이었다. 그러나 이러한 모든 목표는 권장하고 있던 경제 정책과는 상반되는 것이었다.
공급적 측면을 중시한 경제학자는 뉴딜 정책과 ‘위대한 사회’에서 구축된 복지 국가에 대한 공격을 계속했다. 그들은 미국 경제의 비애가 대부분 과도한 과세의 결과라고 주장하고 그것이 개인 투자자로부터 돈을 ‘멀리있게 하고’ 이것 때문에 경제 성장이 저해되었다고 주장했다. 그들의 주장했던 해결책은 민간 투자를 장려하기 위해 세계적인 특히 상위 소득 계층의 감세를 실시하는 것이었다. 또한 베트남 전쟁 동안에 증가한 사회 빈곤층을 위한 복지와 공공 서비스에 대한 정부 지출 삭감도 목표로 했다.
대중 특히 썬 벨트의 중산층은 레이건의 제안을 반겼고, 1980년 선거에서 레이건에게 표를 던졌다. 비평가들은 레이건이 연방 정부의 원조 계획을 공격한 것은 중산층에 어필하기 위해 짜여진 것이며, 아마 어려움에 처한 빈곤 가정이나 소수 민족에 무관심하다고 비난했다. 1970년대의 문제, 예를 들면 브레튼우즈 협정에 의한 국제 금융 질서의 파탄, 1973년 에너지 위기와 미국 제조업의 쇠퇴는 국제 경제적 요인들이 작용한 결과이며, 이들은 미국 대통령의 통제를 넘어서 있다고 지적했다.
1980년 미국 대통령 선거는 미국 정치의 중요한 전환점이었다. 이 선거는 교외와 썬 벨트에 새로운 유권자 세력이 있다는 것을 보여 주었다. 또한 정부의 빈곤 퇴치 계획에 관한 것과 위대한 사회의 적극적인 행동 양상을 퇴출하는 전환점이 되었다. 또한 매파 외교 정책으로 돌아가는 징조가 되기도 했다.
제3 정당 후보자로 일리노이 선출 연방 하원 의원 존 B. 앤더슨은 중도 공화당원이었으며, 선거는 잘되지 않았다. 그 선거 운동의 주요 문제는 경제에서 스태그플레이션, 국가 안보에 대한 위협, 이란 미국 대사관 인질 사건과 미국의 위대한 날은 끝났다는 것을 나타내는 것으로 보였던 대중의 무력감이었다. 카터는 인플레 극복에 무능함을 드러냈고, 테헤란 인질 구출에도 실패했다. 카터는 데탕트를 지향하는 보좌관을 해임하고 빠르게 소련과 대결하는 자세로 전환했지만, 레이건은 그것이 너무 하찮은 조치이며, 너무 늦었다고 비난했다.
선거인단 선거에서는 레이건이 489표를 얻은 반면 카터는 49표 밖에 얻지 못했고, 결국 레이건이 압승을 거두게 되었다. 공화당은 민주당 상원 의원 12명을 물리치고 25년 만에 상원의 다수파를 되찾았다. 총선에서 레이건의 득표는 43,904,153표 (투표 총수의 50.7%)이며, 카터는 35,483,883표 (동 41.0%)이었다. 존 앤더슨은 5,720,060표에 불과했다.

## 레이건 행정부
우파 진영으로부터 무조건적인 찬사를 받은 몇 년 후에, 좌파 진영으로부터 무자비한 비난이 쏟아졌다. 역사학자인 데이빗 헨리 진영은 2010년 경 분열된 정치 제도에 의해 강요된 제한 속에서 이데올로기를 촉진시킴으로써 레이건이 보수주의를 되살렸으며, 실용주의적 보수를 증명함으로써 나라를 우파로 전환시켰다는 학자들 사이의 설문조사를 내놓았다. 게다가 헨리에 의하면 대통령직에 대한 신뢰와 미국인들의 자신감을 되살렸으며, 냉전을 끝내는데 핵심적인 역할을 하는데 공헌했다는 것에 동의를 했다고 전한다.
레이건의 대통령직 수행에 대한 접근은 전임자들로부터 다소 벗어난 것이었다. 레이건은 많은 일을 그의 아랫사람들에게 위임했고, 정부의 일상적인 것의 대부분의 작업은 그들에게 맡겼다. 행정부로서, 레이건은 큰 주제의 틀을 잡고, 유권자와 강한 개인적 연결고리를 만들었다. 같은 공화당의 리처드 닉슨과 달리 행정부의 사소한 것에는 거의 관심을 보이지 않고 실무자들에게 맡겼다. 그는 특히 수석 보좌관인 제임스 베이커(포드의 선거본부장)와 비서실장 마이클 데버와 백악관 참모 에드윈 미스, 그리고 예산처의 데이빗 스탁턴과 그의 선거참모이며 CIA의 빌 케세이 같은 매우 강력한 보좌관들을 잘 이용했다.
1981년 3월 30일, 레이건은 워싱턴 DC에서 존 힝클리라는 정신장애자에게 총격을 당했다. (레이건 대통령 암살 미수 사건 ). 레이건은 병원에 실려갔고, 1주일 후에 회복했다. 부통령이었던 부시가 레이건의 부재 시에 대리했다. 힝클리는 결국 정신병으로 판단되어 감옥이 아닌 정신 병원에 수감되었다.
레이건은 1981년 최초의 여성 대법관, 샌드라 데이 오코너를 임명함으로써 사람들을 놀라게 했다. 그는 1986년에 보수 지도자 윌리엄 렌키스트를 대법원장으로 승진시키고, 최고의 보수주의자 앤토닌 스칼리아에게 그 자리를 메꾸게 했다. 1987년의 그의 네 번째 임명은 논란이 많았으며(대학 시절 마리화나를 핀 것 때문에), 처음의 선택은 철회를 해야 했으며, 상원은 로버트 보락을 거부했다. 결국 레이건은 앤서니 케네디로 승인을 받게 되었다.

### 레이거노믹스와 1981년 연방 예산
레이건은 사회의 모든 분야에 영향을 미치는 경제 회복을 약속했다. 그는 이 목표를 감세와 연방 정부 계획의 규모와 범위 축소로 달성할 수 있다고 제안했다. 비평가들은 감세가 정부 세입을 줄이고 큰 적자로 연결되어, 그것이 고금리로 전환하여 경제적 이익을 억제할 수 있다고 비판했다. 레이건과 그 지지자들은 공급 측면을 중시하는 경제 이론을 도입해, 감세로 경제 성장을 촉진하여 수익을 증가시키고, 따라서 1969년 이후 최초로 연방 정부의 예산 균형을 되찾을 수 있다고 주장했다.
그러나 레이건이 1981년에 만들게 한 경제관계법은 보수파 유권자 (통화주의자, 냉전의 매파, 중류 부동층 유권자와 부유층)를 만족시키기 위한 경쟁적인 계획이 혼합된 것이었다. 통화주의자는 통화 공급에 있어서 엄격한 통제로 달래었다. 냉전 매파 특히 커크패트릭과 같은 신보수적인 방위 예산은 큰 증가세를 보였다. 부유한 납세자는 개인소득세(누진세율이 70%에서 50%로 인하)와 법인세도 전반적인 3년 감세를 이끌어 냈다. 중산층은 연금 혜택의 표적이 되지 않았다. 레이건은 정부 지출의 거의 절반에 해당하며, 유권자의 반동이 무서워서 성역이기도한 사회보장 예산 삭감을 선언했지만, 그 전반적인 감세와 큰 국방 예산이 적자를 늘리지 않는다는 것을 설명하는 것으로 심한 압박을 받았다.
예산심의관 데이비드 스톡먼은 레이건의 계획을 행정부의 기한 40일 이내에 국회에서 승인받을 수 있도록 서둘렀다. 스톡만은 예산 삭감이 필요하다는 것을 의심하지 않았고, 국방 예산을 제외하고 전반적인 삭감으로 약 400억 달러의 예산을 삭감했다. 숫치가 추가되지 않자 ‘마법의 별표’라는 수단에 호소했다. 이것은 ‘앞으로의 절감이 확인된’ 것을 의미했다. 스톡맨은 이후 계획이 너무 빨리 앞서가서 생각할 겨를이 없었다고 말했다. 공익사업이 없어지는 것에 대한 위협을 느낀 유권자의 호소는 효력이 없었다. 예산 삭감 법안은 비교적 쉽게 의회를 통과했다.

### 1982년 불황

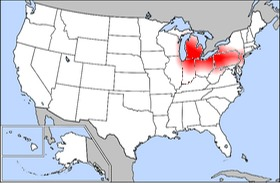
러스트 벨트가 지도에서 빨간색으로 강조되어 있다.

1982년 초, 레이건의 경제 계획은 1979년에 시작되어 계속되고 있던 불황이라는 어려움에 부닥쳤다. 단기적으로 레이거노믹스의 효과는 적자를 급증시키고 있었다. 정부 부채는 통화 공급의 압박과 함께 천정부지로 금리가 높아졌고(단기간이지만 20% 정도나 인상), 1982년에는 실업률 10%의 심각한 불황이 되었다. "러스트 벨트"(공업화가 진행된 중서부와 북동부)가 있는 지역에서는 제철소 등 공장이 폐쇄되고 사실상 불황 상태에 빠졌다. 중서부 등의 가족 농장의 대부분은 고금리에 의해 파산하고, 재벌 농업 기업에 팔렸다. 레이건의 재정 정책에 의해 인플레이션만 즉시 억제되었다.
레이건은 재선을 요구한 1984년의 대통령 선거에서 역사적인 대승을 하게 되지만, 그의 지지율은 1982년 최악의 불황기에 급락했다. 민주당은 중간 선거에서 대승을 거두었고, 이전 선거에서 잃어버린 의석을 되찾았다. 당시 비평가들은 레이건이 실태를 파악하고 있지 못했고, 그의 영화배우 시절의 이야기, 외모, 공격적인 언사와 구호만 말하는데 만족하고 있었다고 비난을 받았다. 예를 들어 1982년까지 예산심의관이었던 열성적인 재정 보수파 데이비드 스톡먼은 "나는 레이건 혁명이 불가능하다고 알고 있었다. 그것은 정치와 경제의 현실에 근거하지 않은 은유에 불과 했다"라고 적고 있었다.
경제는 1983년과 1984년에 회복되었다. 1982년부터 1983년까지 최악의 시기에서 회복 요인은 1980년대 석유 공급 과잉으로 인한 원유 가격의 급진적인 하락이 있었는데, 이것으로 인해 유가의 늘어난 압력이 끝나게 되었다. OPEC 카르텔의 실질적인 붕괴는 이자율과 통화 공급 확대를 줄이라는 압력을 가하기 시작했던 보수적 통화주의 경제론자들이 대경실색할 정도로 행정부에게 꽉조인 통화 정책을 변경하게 하였다. 이들은 사실상 실업과 투자감소를 우려하는 인플레이션(지금은 통제되는 것처럼 보였던)에 대해 하찮은 우려를 하였다.
1983년 중반, 실업률은 1982년 11%에서 8.2%로 떨어졌다. GDP 성장률은 3.3%로 1970년 중반 이후 가장 높은 수치를 기록했다. 인플레이션은 5% 이하였다. 경제가 회복되었을 때, 로널드 레이건은 ‘미국의 아침’이 왔다고 선언했다. 주택 건설은 붐을 이루었고, 자동차 산업은 활력을 되찾았으며, 소비자들의 소비는 새로운 정점을 이루었다. 그러나 레이건 행정부 몇 년동안 활황에 블루칼라 노동자들은 그다지 혜택을 보지못했으며, 한때 비숙련 노동자에게까지 높은 급여를 주었던 공장들은 더 이상 존재하지 않았다.
레이건은 1984년 미국 대통령 선거에서도 월터 먼데일에게 압승을 거두었다.

### 증가하는 적자
1983년에 시작된 경제 회복에 뒤이어, 레이거노믹스의 중간결산은 세금 인하와 증가하는 국방비 비중으로 인해 수입을 초과하는 지속적인 지출로 인해 치솟는 예산 적자였다. 1970년 후반과 1980년대 초기 불경기와 비교해서 증가했음에도 불구하고 군비는 세금에 비해 증가했으며 걷잡을 수 없는 비용과 균형을 맞추지 못했다.
1981년의 미국 역사상 가장 대폭의 절세는 또한 연방정부의 단기 수입 기반을 침식했다. 대규모로 증가된 군비(약 5년간 1.6조 달러)는 사회적 지출 삭감을 훨씬 초과하였으며, 그러한 감동적인 세금 인하의 효과에도 불구하고, 사회의 가장 취약한 계층에게는 재앙이 되었다.그래도 1985년 말까지 국내 계획 예산은 의회가 용인할 수 있는 한계를 넘는 데까지 줄일 수 있었다.
이러한 과정을 통해 적자는 1980년 600억 달러에서, 1980년에는 최고 2,200억 달러 (GDP의 5% 이상)까지 부풀어 올랐다. 이 기간 국채는 7,490억 달러에서 1조 7,460억 달러로 배 이상 증가했다.
적자 예산은 경기부양책으로 가치가 1982년 이후 레이건 행정부 시절에 경기 회복에 기여했지만, 1980년대 예산 부족 규모는 금리를 높게 유지시켜 달러의 가치를 과대 평가 상태로 두기 때문에, 투자와 수출 측면에서 고통을 주었고, 결과적으로 미국의 경상수지 적자를 증가시켰다.
미국의 예금율은 매우 낮아기 때문에(일본의 1/3 수준), 적자는 대개 외국의 차관으로 보충하였으며, 이것은 몇 년 후 미국을 세계 최대의 최무국으로 전락시켰다. 이 상황은 미국의 자본 수출에 의존해온 미국의 위신을 손상시켰을 뿐만 아니라, 전후 국제 금융 시스템의 큰 변화를 가져왔다. 또한 1980년대에 미디어와 엔터테인먼트 산업이 주식 시장과 금융 분야의 활력을 주어서 (예를 들면 1987년 영화 ‘월스트리트’), 많은 젊은이들이 제조 분야가 아닌 브로커, 투자자와 은행가로서의 직업을 가지려 했기 때문에, 손실된 공업 기반이 빠르게 회복될 것을 기대하기 어려웠다.
레이건 정권 시절의 통화 긴축 정책의 중단을 위해 초기의 20%보다는 낮았지만, 적자는 금리를 높게 유지시켰으며, 더 높아질 우려가 있었다. 연방 정부는 거액의 돈을 빌릴 수 밖에 없었기 때문에, 차입 이자가 치솟고 있었다. 공급 중시 정책으로 고금리와 법인세 감소로 투자가 증가할 것으로 예상했지만, 고금리 속에서는 성장과 투자가 어려웠다. 1987년 10월 갑자기 주식 시장이 폭락했다. 그러나 연방 준비 제도는 통화 공급량을 확대하여, 또 다른 대공황이 오는 것을 막을 수 있었다.
아마 더 위험했던 것은 레이건 시대의 적자로 미국 달러를 고평가를 유지시킨 것을 것이다. 달러에 대한 수요가 (정부 차관의 엄청난 만기로), 달러는 다른 주요국 통화에 대해 지나치게 강세를 보이고 있었다. 달러가 강세를 보이면서 미국 수출 제품은 빠르게 경쟁력을 잃었고, 대신 일본이 최대의 이익 향유자가 되었다. 달러 강세로 인해 외국인은 미국 제품을 사는 것이 어려웠고, 미국은 수입품을 사는 것이 장려되었다. 공업 제품 수출 부문에 있어서는 미국 달러가 너무 높았다. 철강과 기타 중공업은 노동조합에서 과도한 요구를 받은 데다 일본의 수출품과 경쟁이 되지 않았기 때문에 그 기술이 무용지물이 되어 있었기 때문에 퇴조를 했다. 1970년대부터 쇠퇴가 시작되고 있었던 가전 산업은 덤핑 등 일본의 불공평한 무역 관행의 먹이가 되었다. 미국의 가전제품도 품질이 나빴고, 일본 제품에 비해 기술적인 혁신이 빠져 있었다. 이것은 냉전에 의해 소비재 보다는 방위산업에 미국의 과학 기술이 집중되었던 것이 하나의 이유였다. 10년이 끝날 때까지 미국의 가전 산업은 사실상 있으나마나한 존재가 되었다. 1980년대 미국의 기술의 긍정적인 면으로는 신흥 컴퓨터 산업이 급성장한 것이었다.
미국의 경상 수지는 점점 악화되었다. 적자 규모는 200억 달러에서, 1,000억 달러를 족히 넘어 갔다. 그리하여 자동차나 철강 같은 미국 산업은 해외와 심지어 국내 시장에서도 새로운 경쟁의 시대에 들어갔다. 자동차 산업에서는 레이건 행정부에서 일본 제조업체에 자발적인 수출 제한을 설정하였고 (연간 최대 130만대를 판매하도록 허용), 수입 트럭에는 25%의 관세(승용차는 3%)를 부과한 후에 한숨을 돌리게 되었다. 일본 업체는 이에 대처하기 위해 미국 국내에 조립 공장을 마련함으로써 이 제한을 우회하였고, 미국인들에게 일자리를 제공하여 있다고 말할 수 있게 되었다. 자발적인 수출 제한은 자동차 판매 호조가 된 1985년 이후 철폐되었지만, 관세율은 오늘날까지 유지되고 있다. 기업 평균 연료 절약 규제가 행해졌기 때문에, 1980년대는 소형차가 주류를 이루었으며, 가전제품의 경우와 마찬가지로 일본의 메이커는 품질과 기술적인 세련미로 미국 제품을 능가하게 되었다.
거액의 적자는 린든 B. 존슨이 ‘대포와 버터’(베트남 전쟁과 위대한 사회) 공약으로 군사와 경제의 양립시킨 정책을 추진한 것 때문이며, 전후 재건이 진행된 G7 국가들과의 경쟁이 치열해진 결과였다. 그러나 적자를 확대시키는 길을 택한 것은 레이건 정권이었다.
레이건은 의회에 그가 낭비성이라고 생각하고, 수용하지 않았던 지출 감소를 통해 적자를 낮추는 개별조항 거부권을 요구했다. 그는 또한 연방 정부가 더 이상의 예산을 쓰지 않도록 강제하는 균형 예산 개정안을 요청했지만, 실현되지는 못했다.

### 레이건과 세계
레이건이 나라의 군사력 회복을 약속했기 때문에 1980년대는 막대한 군비 지출이 증가하여 5년간 1조 6,000억 달러를 쏟아 부었다. 새로운 군비 경쟁에 초강대국 사이의 관계는 1960년대 이후에는 없었던 긴장 관계로 발전했다.

#### 외교 정책: 제3세계
레이건의 외교 정책은 대체로 성공을 거두었다고 평가할 수 있으며, 당시 국내 정책보다는 더 압도적이었다고 볼 수 있었다. 레이건은 냉전 대해 매파적인 접근을 좋아했고, 특히 제3세계에서의 초강대국 경쟁에서는 더욱 그랬다. 그러나 베트남 전쟁의 좌절 이후, 미국은 너무 큰 군사 개입을 계속하여 경제와 재정적인 비용을 충당할 수 있을 지를 점차 의심하고 있었다.
레이건 행정부는 이것에 대해 돈도, 사람도 희생이 컸던 한국과 베트남과 같은 대규모 전략과는 달리 특별히 훈련된 내란 대책, 즉 ‘저강도 분쟁’이라는 비교적 저비용 전략을 이용하여 이겨내려고 했다.

#### 중동
중동 전쟁은 또 다른 군사적 불씨였다. 1982년 이스라엘은 팔레스타인 해방기구(PLO)의 섬멸을 노리고 레바논을 침공했다.
그러나 이스라엘 국내 정치의 위기를 낳았고, 국제적 비난을 받은 사브라 샤틸라라 학살 사건 이후 미군이 베이루트에 주둔하던 이스라엘 군을 철수시켰다. 이전 레이건 행정부는 1982년 중반 이스라엘의 레바논 침공을 지지하는 자세에 있었으며, 레바논이 이스라엘의 적이며, 소비에트연방의 시리아에 대한 영향력을 억제하는 효과도 있었다. 하지만 적과 아군이 뒤섞인 레바논 내전에서 다국적군이 철수하면서 레바논 국내 사정은 수렁에 빠졌다. 1983년 10월 23일 해병대 숙소 폭파 사건으로 241명의 미군이 사망했다. 얼마 지나지 않아 미국은 남아 있던 1,600명의 부대를 철수시켰다.

#### 중남미
베이루트의 해병대 숙소 폭파 사건 이틀 후, 미국은 ‘어전트 퓨리 작전’ (Urgent Fury, 참지 못한 분노)으로 그레나다 침공을 단행했다. 10월 19일, 남아메리카에 가까운 작은 섬나라인 그레나다에서 확고한 맑스 - 레닌주의자 부총리 버나드 코어드가 쿠바, 소련 등 공산주의 국가들과의 관계 강화하고자 쿠데타를 일으킨 것이다. 레이건 행정부는 그레나다 주재 미국인과 서양 의학생 500명의 안전 확보를 명분으로 그레나다 침공했다. ‘어전트 퓨리 작전’의 성공은 베이루트에서 자살 폭탄 테러 사건으로 떨어져 있던 미국인들의 사기를 올렸고, 미디어의 관심을 레바논이 아니라 그레나다로 향하게 했다. 그레나다는 이후 ‘저강도 분쟁’의 모델이 되었다. 그 후 미국은 유사한 방식으로 리비아를 공격했다. 왜냐하면 많은 군인들이 즐겨 찾던 독일 디스코장 폭파 사건에서 2명의 미군을 포함하여 3명이 사망한 사건으로 리비아 지도자 무아마르 알 카타피가 관여한 것으로 드러났기 때문이었다.
레이건 행정부는 엘살바도르, 온두라스에도 그리고 정도는 약했지만 과테말라 군사 정권에도 자금과 무기를 제공하고 있었다. 과테말라는 1982년부터 1983년에 걸쳐 우파 군인 독재자 에프라인 리오스 몬트가 지배하고 있었다. 아르헨티나의 군사 정권에 의해 자행된 인권 침해에 대해 전대통령 지미 카터가 공식적으로 비난 성명을 내었던 것을 철회하고 CIA와 아르헨티나 정보부와 협력해 콘트라에 자금을 제공했다. 중미, 특히 엘살바도르와 니카라과는 레이건 행정부의 주요 관심사였다. 니카라과는 산디니스타 민족 해방 전선이 미국이 지원하던 소모사 왕조의 지배를 타도하고 있었다. 엘살바도르와 니카라과는 역사적으로 다국적 기업과 부유한 토지 소유자 올리가르히 (러시아어 신흥 재벌)에 의해 지배되고 있었고, 국민의 대다수는 가난에 허덕이고 있었다. 두 나라에서는 마르크스주의자가 대부분인 혁명 지도자들이 소작농민들의 지지를 얻게 되었다.
1982년 CIA는 아르헨티나의 국가 정보기관의 도움을 얻어, 니카라과의 ‘콘트라’라는 우파 민병대를 결성하고 재정적 지원을 했다. 이 계획에 대한 비밀 자금의 추적은 이란-콘트라 사건의 폭로로 이어졌다. 1985년에, 레이건은 레바논에서 사로 잡힌 미국 인질을 석방하는데 실패하지 이란에 무기판매를 승인했다. 이후 그는 국가안보국 보좌관 존 M. 포인엑스터의 참보인 해군 대령 올리버 노스의 사건으로 아랫사람들이 불법적으로 콘트라로 가는 자금을 전용했다고 고백하여 엄청난 비난을 받게 되었다. 레이건의 승인율은 스캔달의 결과로 1986년에 껑충뛰었고, 많은 미국인들이 그의 판단에 심각하게 의문을 던지기 시작했다. 비록 대통령의 인기가 마지막 2년동안 나아지기는 했지만, 그는 1985년에 받았던 지지를 회복하지 못했다. 예상된 결과지만, 1986년 미국 의회 중간선거에서 민주당이 의회의 통제력을 장악했다. 그동안 올리버 노스는 의회에서 한 증언으로 1987년 짧은 기간 유명인사가 되었다.

#### 아프리카
사하라 이남 아프리카에서, 레이건 행정부는 아파르트헤이트 정책을 실시하는 남아프리카 공화국의 도움으로 쿠바와 소련의 도움을 받아 막스-레닌주의 프렐리모(모잠비크 해방전선, FRELIMO)와 앙골라 인민 해방 운동(MPLA)를 각각 전복시키려고 시도했다. 레이건 행정부는 모잠비크 반군이었던 모잠비크 민족 저항 운동(RENAMO, 포르투갈어: Resistência Nacional Moçambicana)에 편을 들었고, 앙골라에서는 앙골라 완전 독립 민족 동맹(UNITA, 포르투갈어: União Nacional para a Independência Total de Angola)에 가세하여 각각 두 나라에 비밀스런 군사적, 인적 지원을 했다.

#### 아시아
아프가니스탄에서는 소비에트연방의 괴뢰 정권에 대항하는 무자헤딘에 대한 적극적인 군사적, 인적 지원을 했으며, 휴대용 지대공 미사일, 스팅거 미사일을 제공했다. 미국의 동맹국인 사우디아라비아와 파키스탄도 반란군에 적지 않은 도움을 주었다. 소련 공산당 서기장인 미하일 고르바초프는 아프가니스탄에서 자국의 개입을 점차 줄이다가 결국은 수렁에 빠져 있던 대게릴라 전쟁에서 철수했다.
레이건은 또한 캄보디아에서 베트남이 수립한 헹삼린 공산주의 정권(이후 훈센)에 반대를 표명했다. 헹삼린은 대량 학살을 한 크메르 루주 정권을 베트남군과 함께 추방했다. 레이건 행정부는 공화파 크메르 민족 해방 전선과 왕당파인 펑신펙의 반란에 대하여 군사적, 인적 지원을 승인했다. 또한 유엔은 민주 캄보디아 연합 정권 (크메르 민족 해방 전선과 펑신펙과 크메르 루즈의 세 파 연합)의 대표권을 계속 지지하며, 베트남이 후원자가 되었던 캄푸치아 인민공화국을 승인하지 않았다. 또한 필리핀에서는 열렬한 반공주의자이며, 독재자인 페르디난드 마르코스 대통령을 계속 지원했다. 여성 유권자 동맹이 주최한 1984년 대통령 후보 토론회에서 레이건은 “나는 필리핀에서 민주주의의 권리라는 입장에서 볼 때 바람직하지 않다는 것을 알고 있지만, 거기에 대안이 있었나? 큰 공산주의 운동이 있다.”라고 마르코스 지지에 대한 입장을 설명했다. 이것은 당시 필리핀 공산주의자 게릴라 활동이 이루어지고 있었다는 것을 언급한 것이었다. 미국은 필리핀에 군사적 전략 가치를 인정하고, 마르코스 정권은 미국 해군 기지를 필리핀에 두겠다고 한 합의를 번복하지 않았음을 알 수 있었다. 마르코스 대통령은 1986년 코라손 아키노가 이끄는 대다수가 평화적인 에두사 혁명에 의해 실각했다.

#### 유엔
레이건의 유엔에 대한 정책은 비협조적이었고, 1985년부터 1987년에 걸쳐 미국이 유네스코에서 철수하여 유엔에 기부금을 신중하게 보류하게 되었을 때가 그 정점이었다. 미국의 정책입안자들은 이 전술이 유엔에 대한 영향력을 강화하는데 있어서 효과적인 방법이었다고 생각하고 있다. 미국은 유엔과의 관계를 회복하기 위해 기부금 보류 정책을 철폐했지만, 이것 때문에 유엔에 큰 빚이 밀리게 되었다.

#### 냉전의 종결
레이건 행정부는 소련에 대해 강경 노선을 채택했다. 그의 첫 임기 초기에, 대통령은 라이벌 초열강을 ‘악의 제국’이라고 공격했다. 소련의 아프가니스탄 침공에 이어 ‘데탕트’ 정책을 공식적으로 끝낸 것은 지미 카터였지만, 1980년대 초에 동서 긴장 관계는 쿠바 미사일 위기에서처럼 정점에 도달했다. 전략 방위 구상(SDI)은 레이건 시대의 미소 관계 악화 속에서 태어났다. 당시 대중은 이것을 ‘스타워즈’라고 불렀는데, 날아오는 소련의 미사일을 격추할 수 있는 미사일 방어 시스템에 수십억 달러의 연구비가 걸려 있었고, 상호 간의 확실한 파괴에 대한 가능성을 제거하는 것이었다.
소련은 레이건이 1981년에 취임하기 전에 1976년에는 사회주의 동맹국 베트남이 통일을 달성, 동남아시아, 라틴 아메리카와 아프리카에서 연쇄적 사회주의 혁명이 일어나는 등 국제무대에서 큰 성과를 거두고 있었지만, 1960년대와 1970년대에 제3세계 국가들과의 유대를 강화한 것은 미국에 대한 절대적인 약점을 숨기고 있던 것에 불과했다. 소련의 경제는 구조적으로 어려운 문제를 겪고 있었다. 1964년부터 1982년에 걸친 개혁은 차질을 빚었고, 소비재 공급 부족은 또한 주지의 사실이었다.
동서 긴장 관계는 미하일 고르바초프의 등장 이후 빠르게 완화되었다. 1982년 이후 소련의 이전 지도자 세 명(레오니트 브레즈네프, 유리 안드로포프, 콘스탄틴 체르넨코)이 계속 사망했고, 소련 정치국은 1985년 고르바초프를 소련 공산당의 지도자로 선택하고 새로운 세대의 지도자의 시대를 기념하게 되었다. 고르바초프의 밑에 비교적 젊은 세대의 개혁을 지향하는 관료가 급속하게 권력을 장악했고, 정치와 경제 자유화의 새로운 기운을 불어넣어 서방과의 우호적인 관계를 쌓아 무역을 할 수 있도록 추진하게 되었다.
고르바초프는 ‘페레스트로이카’ 정책을 추진하여 소비재 생산을 높이기 위해 애를 섰다. 그러나 다른 한편으로 냉전 시대의 군비 경쟁을 했으며, 또 한쪽에서는 사회주의 동맹국이 기대를 증가시켜 막대한 대외 지원과 군사 원조라는 부담 속에서 생산성을 높이기란 불가능했다. 고르바초프 하의 소련 정치 지도자들은 점차 미국과 군비경쟁을 하는 것이 막대한 재정적 부담이 될 것이라는 레이건 행정부의 경고를 인정하게 되었다. 소련은 이미 방어 예산에 막대한 지출을 했으며, 전략 방위 구상(SDI)에 대항하는 것을 개발하는 것은 그 경제 사정상 도저히 감당할 수 없는 지경이 되어가고 있었다. 소련이 결국 선택한 길은 미국과 타협하여 경제를 재건하고(페레스트로이카), 국내의 민주화를 추진(글라스노스트)하는 것이었지만, 그것이 결과적으로 고르바초프가 중앙 통제를 불가능하게 했다. 이후 레이건 행정부의 강경파는 증가하는 미국의 국방 예산에서 기인하는 압력이 개혁을 위한 또 다른 추진력이 되고 있다고 주장했다.
냉전 시대에 세계가 대립하는 두 진영으로 나뉘어 있던 것은 북대서양 조약기구에 가입한 동유럽 국가뿐만 아니라 개발도상국의 많은 나라에 널리 확산된 동맹의 결성에 기여했다. 그러나 1980년대 후반부터는 동유럽 바르샤바 조약 국가의 정권이 급속히 붕괴를 시작했다. 1989년 ‘베를린 장벽 붕괴’는 동유럽 공산주의 정권의 몰락을 상징하는 사건이 되었다. 1980년대 후반, 1987년 중거리 핵전력 조약(INF, Intermediate-Range Nuclear Forces Treaty)과 소련군이 아프가니스탄, 심지어 쿠바와 앙골라에서도 철수하여 미소 관계는 크게 개선되었다.
이러한 바르샤바 조약기구 국가들과 같은 시대에 미국의 지원으로 민주화를 추진했던 칠레와 대한민국과 같은 독재 정권에 대한 지원한데 대한 합리성은 이러한 전개 상황 하에서는 결여되어 있었다. 미국의 정치 해설가 가운데는 냉전 시 두 초강대국 간의 관계 회복이 미국의 군사비를 급격히 ‘평화 배당금’으로 이끌었다고 생각하는 사람도 있었다. 그러나 이러한 생각은 걸프 전쟁의 발발과 함께 정치적 논의의 장을 잃었다. 레이건의 후임이었던 조지 H. W. 부시는 “새로운 세계 질서 ... 테러의 공포에서 해방보다 강력한 정의의 추구, 새로운 평화의 추구, 동서남북 세계의 국가들이 조화를 유지하고 번영하며, 조화롭게 살아갈 시대”의 출현을 호소했다.
발트 삼국의 독립을 요구한 애국주의자들의 선동에 의해 먼저 리투아니아에 이어 에스토니아와 라트비아가 소련으로부터 독립을 선언했다. 1991년 12월 26일 소련은 공식적으로 해체되었고, 15개 부분으로 쪼개졌다. 냉전이 끝나고 유고슬라비아와 소말리아의 정권이 붕괴된 후 생긴 공백으로 권위주의의 오랜 지배 하에 묻혀 있던 적의가 표면화되거나, 재개되었다. 미국 대중, 심지어 정부의 경우에도 미국의 관심은 거의 또는 전혀 연관이 없는 지역 분쟁에 개입하는 것을 망설이게 된 방향은 있었지만, 이러한 분쟁은 공산주의의 강력한 위협이 제거된 시대의 서방 동맹 관계를 갱신하는 기반이 되었다. 빌 클린턴 대통령은 취임 연설에서 “오늘, 오래된 질서가 무너지고, 새로운 세계는 전보다 자유롭지만 안정되어 있지 않다. 공산주의의 붕괴는 오래된 증오를 불러와 새로운 위험을 초래하였고, 미국은 분명 지금까지 이루어 온 것처럼 세계를 계속 선도해야 한다”고 선언했다.
냉전 종결 이후 미국은 냉전 시의 제도 구조, 특히 NATO를 다시 활성화하고 나아가 국제통화기금과 세계은행과 같은 다자간 제도를 재편할 것을 요구하였으며, 그로 인해 세계적 규모의 경제 개혁을 촉진하려고 했다. NATO는 당초 헝가리, 폴란드와 체코공화국을 가입시켜 확대한 후 더욱 동쪽으로 진행되었다. 또한 미국의 정책은 1994년에 효력을 발휘한 북미자유무역협정(NAFTA)에서 노래하고 있는 신자유주의 ‘워싱턴 합의’를 강조하게 되었다.
미국은 테러를 지원하고, 대량 살상 무기를 확산하는 데 관여하거나, 또는 중대한 인권침해를 하는 국가에 경제 제재를 발동하는 경우가 많아졌다. 이 운동은 1989년 천안문 사태로 대중을 무력 탄압한 중국에 대한 무기 판매에 부과한 금수 조치와 이라크가 쿠웨이트를 침공한 후 부과한 제재 조치처럼 종종 공감을 얻는 것도 있었다. 그러나 이란과 쿠바에 부과한 같은 다자 제재에 관해서는 제한적이며, 미국의 국내법을 침범한 외자 기업을 처벌하기 위해 연방 의회가 새로운 법을 만들게 되었다.
국제 정치학자 새뮤얼 P. 헌팅턴은 1999년 《포린 어페어스》 지에 보냈던 글에서 냉전 이후 세계의 상황을 향상시키기 위해 다음과 같이 적었다.
미국은 많은 문제 중에서도 다음과 같은 사항이 다자간 시도하거나, 시도하고 있다고 인식되어왔다. 다른 나라에 인권과 민주주의에 대한 미국의 가치관을 채택하고 실행하라는 것. 타국이 미국의 전통적인 우월에 대항할 수 있는 군사력을 가지는 것을 금지한다. 국경을 넘어 다른 사회에 미국의 기준을 적용한다. 인권, 마약, 테러, 핵 확산, 미사일 확산과 종교의 자유에 대한 미국의 기준에 따라 타국을 평가한다. 이 문제에서 미국의 기준에 따르지 않는 국가를 제재한다. 자유 무역과 시장 개방(NAFTA와 GATT가 1990년대 자유 무역 정책 주요 예이다.)이라는 슬로건으로 미국 기업의 이익을 추구하고 있다. 상기 기업의 이익을 위해 세계은행과 국제통화기금의 정책에 기여한다. 비교적 직접적인 관심이 적은 지역 분쟁에 개입한다. 해외에서 미국제 무기 판매를 촉진하고, 다른 나라의 유사한 판매를 저지하려고 한다. 유엔 사무총장(부트로스 갈리)을 경질하고 후임 지명을 지시한다. NATO를 당초 폴란드, 헝가리와 체코공화국을 포함하도록 확장하고 기타는 수용하지 않는다. 이라크에 대한 군사 행동을 취한 후에는 그 정권에 대해 가혹한 경제 제재를 유지하며, 특정 국가를 ‘불량 국가’로 분류해서 세계적 제도권에서 배제한다.

미국의 정책에 대한 다른 영향력 있는 해설가 맥스 부트는 냉전 후 미국의 매우 야망적인 목표에 대해 다음과 같이 논하고 있다.
| “ | 전제 국가로 알려진 나라에 민주주의를 이식하고, 이렇게 함으로써 테러, 무력 침략과 무기 확산을 방지할 것으로 예상한다. | ” |

또한 다음과 같이 덧붙였다.
| “ | 이것은 실행 중인 대망이다. 그 가장 성공적인 예는 제2차 세계 대전 후 독일, 이탈리아와 일본이다. 이 경우 미군이 군사 독재 국가를 자유로운 민주주의의 기둥으로 바꾸는 데 기여했다. 이것은 20세기의 가장 중요한 발전 중 하나이다. | ” |

## 조지 H. W. 부시 행정부

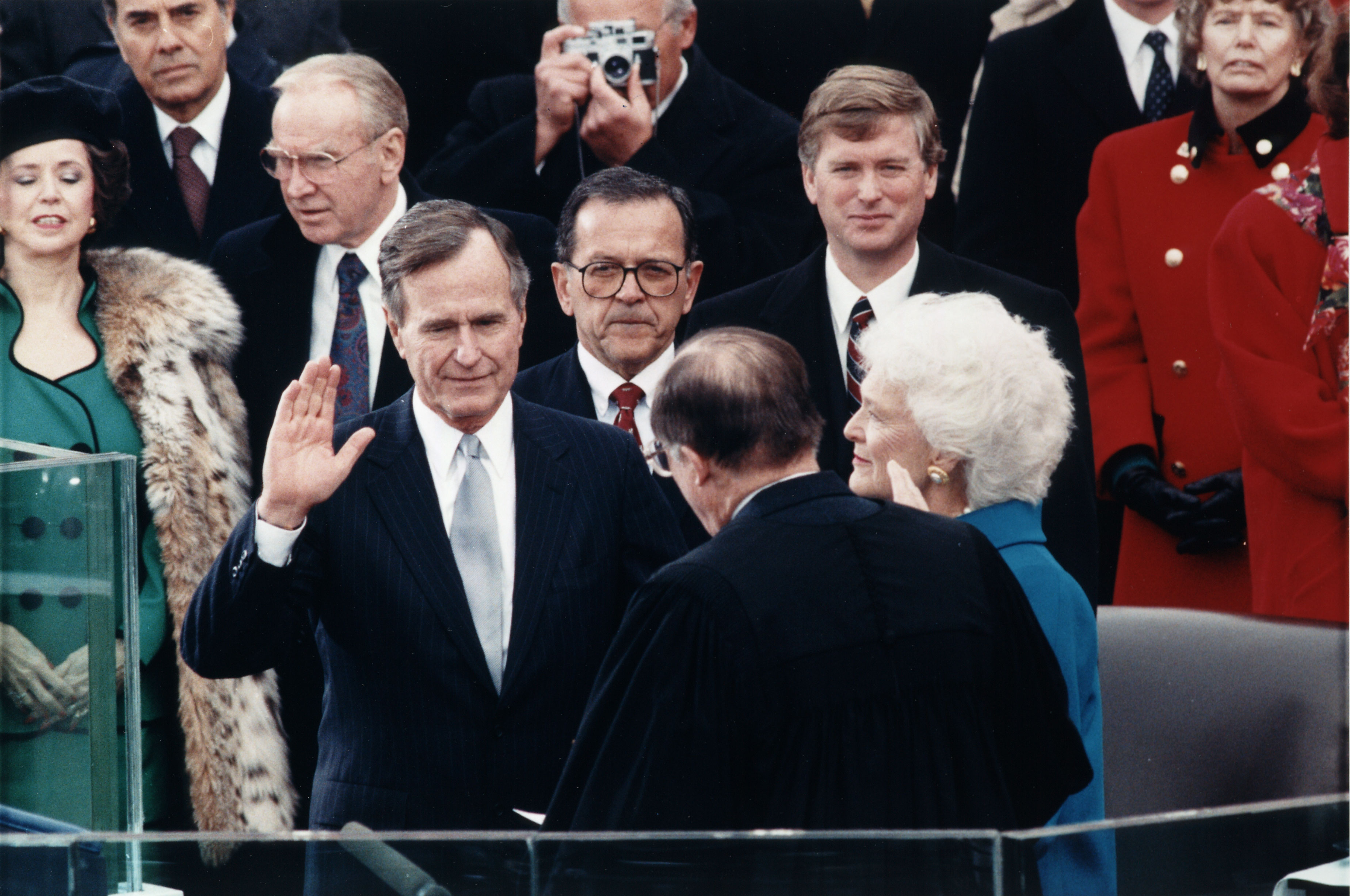
조지 H. W. 부시의 취임사

공화당 대통령 로날드 레이건과 함께 8년간 부통령을 지낸 조지 H. W. 부시가 1988년 미국 대통령 선거에서 민주당 매사추세츠 주지사 마이클 듀카키스를 물리치고 대통령에 당선되었다. 선거 운동에서 M1 에이브람스 탱크를 타고 연출한 유명한 선거 광고를 포함해서 듀카키스의 잦은 실수는 결정적인 패배 요인이 되었다.
1989년에는 미국의 파나마 침공이 일어나서 마누엘 노리에가가 체포되어 재판에 넘겨졌다.
초기에 부시는 1982년 마지막 달부터 시작된 강력한 랠리 경제를 계승했다. 그러나 연방준비제도가 1980년대 경제 성장을 제한하는 통제적인 통화 정책을 계속했다. 1990년 중반에 오일 쇼크가 다시 오자, 1990년부터 시작된 소비 지출은 수축되었으며, 경제가 불황에 진입하였다. 1980년대 초기 불황과는 달리 1990년 시작된 불황은 비교적 약한 편이었다. 가장 타격을 입은 지역은 북동부와 캘리포니아였고, 반면 남부는 덜 영향을 받았다.

## 참고 자료
- Busch, Andrew E.; "Ronald Reagan and the Defeat of the Soviet Empire" in Presidential Studies Quarterly. Vol: 27. Issue: 3. 1997. pp 451+.
- Campagna; Anthony S. The Economy in the Reagan Years: The Economic Consequences of the Reagan Administrations Greenwood Press. 1994
- Collins, Robert M. Transforming America: Politics and Culture During the Reagan Years, (Columbia University Press; 320 pages; 2007).
- Ehrman, John. The Eighties: America in the Age of Reagan. (2005)
- Ferguson Thomas, and Joel Rogers, Right Turn: The Decline of the Democrats and the Future of American Politics 1986.
- Kyvig, David. ed. Reagan and the World (1990), scholarly essays on foreign policy
- Levy, Peter B. Encyclopedia of the Reagan-Bush Years (1996), short articles
- Patterson, James T. Restless Giant: The United States from Watergate to Bush vs. Gore. (2005), standard scholarly synthesis.
- Pemberton, William E. Exit with Honor: The Life and Presidency of Ronald Reagan (1998) biography by historian
- Schmertz, Eric J. et al. eds. Ronald Reagan's America 2 Volumes (1997) articles by scholars and officeholders
- Schmertz, Eric J. et al. eds. Ronald Reagan and the World (1997) articles by scholars and officeholders

### 역사편찬
- Ehrman, John. "The Age of Reagan? Three Questions for Future Research," Journal of the Historical Society, March 2011, Vol. 11 Issue 1, pp 111–131 online